# Sin City: Ženská, pro kterou bych vraždil
Sin City: Ženská, pro kterou bych vraždil (anglicky Sin City: A Dame to Kill For) je americký kriminální thriller z roku 2014 ve stylu neo-noir. Představuje sequel ke snímku Sin City – město hříchu, jenž byl premiérován v roce 2005. Režijně se na něm podíleli Robert Rodriguez a Frank Miller, kteří jsou s Williamem Monahanem také autory scénáře založeného na druhé knize Millerovy série Sin City nazvané Ženská, pro kterou bych vraždil (A Dame to Kill For).
Ve filmu se opět objevili Jessica Alba jako Nancy Callahanová, Rosario Dawsonová v roli prostitutky Gail, Mickey Rourke jako Marv a také Bruce Willis. Nově do série vstoupili Eva Greenová, Josh Brolin v roli Dwighta McCarthyho před plastickou operací obličeje, Joseph Gordon-Levitt či Dennis Haysbert.
Premiéra ve Spojených státech původně plánována na 4. října 2013 se uskutečnila až 22. srpna 2014.

## Obsazení
| Mickey Rourke        | Marv                   |
| Bruce Willis         | John Hartigan          |
| Jessica Alba         | Nancy Callahan         |
| Powers Boothe        | senátor Roark          |
| Josh Brolin          | Dwight McCarthy        |
| Marton Csokas        | Damien Lord            |
| Rosario Dawsonová    | Gail                   |
| Julia Garnerová      | Marcy                  |
| Joseph Gordon-Levitt | Johnny                 |
| Eva Greenová         | Ava Lord               |
| Christopher Lloyd    | Kroenig                |
| Dennis Haysbert      | Manute                 |
| Stacy Keach          | darebák z Wallenquistu |
| Jaime Kingová        | Goldie a Wendy         |
| Lady Gaga            | Bertha                 |
| Ray Liotta           | Joey                   |
| Jamie Chung          | Miho                   |
| Christopher Meloni   | Mort                   |
| Jeremy Piven         | Bob                    |
| Juno Temple          | Sally                  |
| Alexa PenaVega       | Gilda                  |
| Crystal McCahillová  |                        |

## Produkce

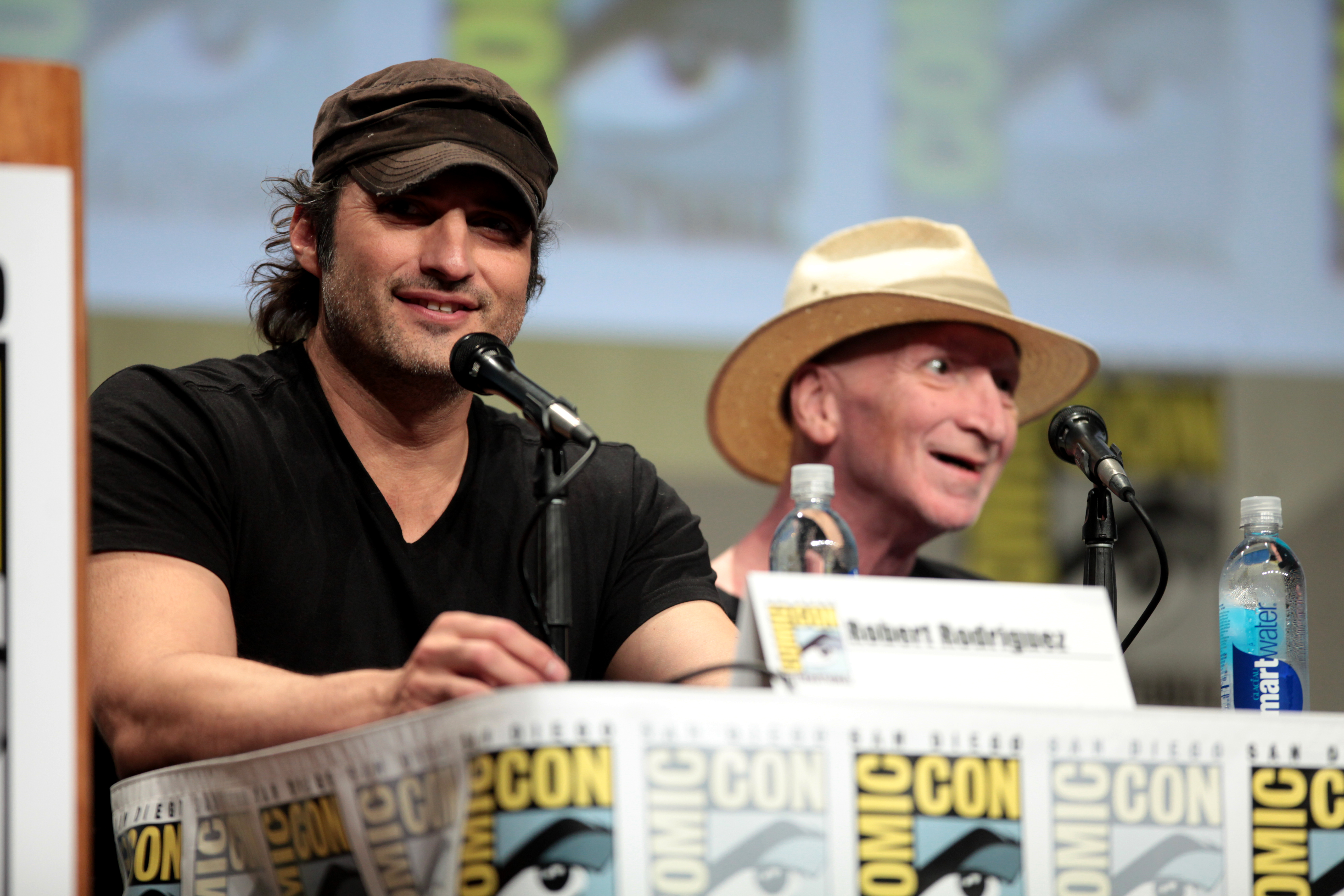
Rodriguez a Miller v diskusi k filmu na conu v San Diegu, červenec 2014

Poté, co měl v roce 2005 premiéru snímek Sin City – město hříchu, Rodriguez oznámil záměr pokračování, v němž by zůstala zachována většina hlavních postav. Druhý film měl být natočen podle předlohy nazvané A Dame to Kill For. Miller sdělil, že by pokračování mělo být současně prequelem i sequelem, s provázanou dějovou linkou na navazují filmy série.
V roce 2006 napsal scénář a předpokládal, že produkční práce započnou do konce stejného kalendářního roku. Rodriguez však uvedl, že oficiální casting nemůže začít dříve, než bude scénář kompletně dokončený a projde rukama studia. Produkce se tak zpozdila proti předpokladům o několik let. Frank Miller potvrdil, že spolu s Robertem Rodriguezem dopsali scénář, ale na komiksovém conu v roce 2007 obvinil společnost Weinstein brothers ze zpoždění. Robert Rodriguez také uzavřel smlouvu na režírování remaku Barbarella, čímž byl další osud Sin City 2 „ve hvězdách“.
Během roku 2011 na sandiegském komiksovém conu Rodriguez oznámil, že je scénář snímku Sin City 2 blízko dovršení a věří v zahájení natáčení do konce roku. Uvedl také, že by měl snímek zahrnovat děje předloh A Dame to Kill For (Ženská, pro kterou bych vraždil), Just Another Saturday Night a dvou původních příběhů Sin City od Franka Millera napsaných přímo pro film. Jeden z příběhů se údajně jmenoval „The Long, Bad Night“ (Vleklá, zkažená noc).
V srpnu 2011 Rodriguez informoval o scénáři, jenž se nacházel v téměř finální fázi dokončení a také o přijetí finančních prostředků na natáčení. V září téhož roku bylo odtajněno, že byl k posledním úpravám Millerova scénáře přizván William Monahan. V březnu 2012 Rodriguez zveřejnil plánované datum zahájení produkce na polovinu téhož roku a zmínil, že obsazení by se mělo vyznačovat „stejným kalibrem a eklekticismem“ jako předchozí snímek.
Dne 13. dubna 2012 došlo k potvrzení realizace filmu i s novým názvem Sin City: A Dame to Kill For. Přestože se zahájení produkce očekávalo v létě 2012, natáčení se rozběhlo až na konci října téhož roku.

## Postavy a herci
Rodríguezovou první volbou pro roli Avy byla Angelina Jolie. Podle Rosarie Dawsonové dokonce kvůli ní režisér pozdržel produkci vzhledem k jejímu současně probíhajícímu těhotenství. Další zpráva však uváděla tři možné adeptky na postavu Avy Lord, jmenovitě Angelinu Jolie, Salmu Hayek a Rose McGowanovou. Miller potvrdil, že se spolu s Rodriguezem zajímali o Jolie pro roli Avy a že s ní režisér o této záležitosti hovořil. Následně proběhly zprávy, že by roli měla získat Rachel Weisz, jakožto vhodnější volba. Přesto, k odtajnění definitivního rozhodnutí došlo až 29. ledna 2013, kdy byla do role oficiálně uvedena Eva Greenová.
Dne 29. října 2012 došlo k potvrzení informace, že si herečka Devon Aoki již nezahraje postavu Miho pro druhé těhotenství. Její roli tak získala Jamie Chung. Ve stejný den následovalo oznámení, že ačkoli produkce již započala, charaktery Avy Lord, nové postavy Johnnyho, Dwighta před plastickou operací obličeje (Clive Owen ztvárnil v prvním filmu postavu po operaci) a nových představitelů Manuta a Shellie po zemřelých hercích Michaelu Clarku Duncanovi a Brittany Murphyové, budou muset být obsazeny. Dne 5. prosince téhož roku bylo zveřejněno jméno Dennise Haysberta, který získal roli Manuta.
Dne 7. ledna 2013 bylo potvrzeno, že Joseph Gordon-Levitt získal novou postavu Johnnyho. Ta není identická se stejnojmenným charakterem Johnnym v krátké povídce série „Taťkova holčička“. Následujícího dne vyšla zpráva, že si Dwighta McCarthyho před plastickou operací obličeje zahraje Josh Brolin.
Dne 29. ledna 2013 pak došlo k odtajnění jmen rolí, do nichž již předtím byli obsazeni herci Ray Liotta, Juno Templeová, Christopher Meloni a Jeremy Piven. Liotta se představí jako ženatý obchodník Joey Canelli, který je nevěrný své manželce. Templeová hraje Sally, Joeyho milenku a dívku ze Starého města. Meloni ztvárnil Morta, Bobova nového parťáka a jednoho z mála poctivých poldů v Říčním městě. Piven nahradil Michaela Madsena v postavě Boba, přestože předprodukce uvedla, že si Madsen tuto postavu opět zahraje.
Téhož dne bylo zveřejněno, že se ve filmu objeví také Julia Garnerová v nové postavě mladé striptérky Marcy, která zkříží cestu Johnnymu. Dne 5. února 2013 pak bylo uvedeno, že si Stacy Keach zahraje darebáka zločinecké organizace Wallenquist.

## Premiéra
Premiéra v čínském kině TCL Chinese Theatre, nacházejícím se v sousedství Hollywoodského chodníku slávy, proběhla 19. srpna 2014. Oficiální uvedení ve Spojených státech se odehrálo 22. srpna 2014. V České republice se premiéra uskutečnila 4. září 2014.
Na severoamerickém kontinentu činil výdělek v první den projekce 2,62 miliónu dolarů. V otevíracím víkendu dosáhl thriller na 8. místo tržeb s částkou 6 477 000 dolarů (za snímky Strážci Galaxie, Želvy Ninja, If I Stay, Let's Be Cops, When the Game Stands Tall, The Giver a Expendables: Postradatelní 3).